# Everything or Nothing
Everything or Nothing (с англ. — «Всё или ничего») — десятый студийный альбом румынской исполнительницы Инны, разделённый на две части, в виде двух мини-альбомов, как и предыдущий лонгплей Just Dance (2023). Релиз первого EP #DQH1 состоялся 1 марта,а релиз второго EP #DQH2 состоялся 19 июля 2024 года.Альбом был выпущен на всех крупных цифровых площадках под руководством лейбла Global Records.

## Об альбоме
Данный альбом, как и предыдущие три Heartbreaker (2020), Champagne Problems (2022) и Just Dance (2023) был записан в рамках 4-го сезона проекта Dance Queen’s House, который стартовал 27 ноября и закончился 20 декабря 2023 года. Всего вышло 8 коротких эпизодов, в которых Инна в очередной раз делилась с поклонниками моментами записи нового (10-го в дискографии и 4-го в рамках проекта) студийного альбома. Так же, в каждом эпизоде были показаны небольшие отрывки новых песен.
1 марта Инна представила первую часть альбома, который получил название Everything or Nothing. Как и предыдущий релиз, первая часть вышла в виде мини-альбома с подзаголовком #DQH1, состоящего из 6 треков.
19 июля Инна представила вторую часть альбома с подзаголовком #DQH2. Во второй мини-альбом вошло 5 новых треков. Все песни получились абсолютно разными, но всё так же танцевальными. Трек «Tequila», который открывает вторую часть альбома написан в жанре Прогрессив-хаус. Данный стиль в своём творчестве Инна использовала впервые, в качестве разнообразия и эксперимента.

## Синглы
- Cheeky — лид-сингл в поддержку альбома. Релиз трека состоялся 26 января 2024 года. По стилистической составляющей песня напоминает синглы Инны «Yalla» из альбома INNA (2015) и «Maza» из альбома Heartbreaker (2020). Трек получился таким же танцевальным, свежим, с восточными нотами и арабскими напевами. В целом, песня на английском языке, но второй куплет исполнен на испанском. Так же, в тексте встречается фраза на арабском языке «Yalla Ya Habibi» (в переводе «Давай, любовь моя»).[8]

## Список композиций
| №                   | Название                | Автор(ы)                                                                                                 | Продюсеры             | Длительность |
| ------------------- | ----------------------- | --- | --------------------- | ------------ |
| 1.                  | «Cheeky»                | Elena Alexandra Apostoleanu Alexandru Cotoi Marcel Botezan Sebastian Barac Adelina Stinga Andres Alcaraz | Marco & Seba SICKOTOY | 2:22         |
| 2.                  | «Love Me»               | Apostoleanu Cotoi Botezan Barac Luisa Ionela Luca                                                        | Marco & Seba SICKOTOY | 2:29         |
| 3.                  | «I Follow»              | Apostoleanu Cotoi Botezan Barac Luca                                                                     | Marco & Seba SICKOTOY | 2:37         |
| 4.                  | «Everything or Nothing» | Apostoleanu Cotoi Botezan Barac Luca                                                                     | Marco & Seba SICKOTOY | 2:20         |
| 5.                  | «Imagination»           | Apostoleanu Cotoi Botezan Barac Luca                                                                     | Marco & Seba SICKOTOY | 2:50         |
| 6.                  | «Be My Lover»           | Apostoleanu Cotoi Botezan Barac Stinga                                                                   | Marco & Seba SICKOTOY | 2:24         |
| Общая длительность: | Общая длительность:     | Общая длительность:                                                                                      | Общая длительность:   | 13:82        |

| №                   | Название                   | Автор(ы)                                     | Продюсеры                   | Длительность |
| ------------------- | -------------------------- | -------------------------------------------- | --------------------------- | ------------ |
| 1.                  | «Tequila»                  | Apostoleanu Botezan Barac                    | Marco & Seba                | 2:28         |
| 2.                  | «Bazooka»                  | Apostoleanu Botezan Barac                    | Marco & Seba                | 2:13         |
| 3.                  | «Black Lights»             | Apostoleanu Botezan Barac Cotoi Breyan Isaac | Marco & Seba SICKOTOY Isaac | 2:25         |
| 4.                  | «Desperado»                | Apostoleanu Botezan Barac                    | Marco & Seba                | 2:20         |
| 5.                  | «Greatest Story Ever Told» | Apostoleanu Cotoi Botezan Barac Isaac Luca   | Marco & Seba SICKOTOY Isaac | 1:56         |
| Общая длительность: | Общая длительность:        | Общая длительность:                          | Общая длительность:         | 10:42        |

## История релиза
| Регион | Дата               | Формат                        | Лейбл  | Ссылки |
| ------ | ------------------ | ----------------------------- | ------ | ------ |
| Мир    | #DQH1 1 марта 2024 | Цифровая дистрибуция Стриминг | Global | [ 10 ] |
| Мир    | #DQH2 19 июля 2024 | Цифровая дистрибуция Стриминг | Global | [ 11 ] |